# 显德
显德（954年—960年正月）是后周太祖郭威开始使用的年号（显德元年正月）。其后后周世宗郭荣在元年正月即位沿用（显德元年－六年）；后周恭帝郭宗训即位后继续沿用（显德六年六月－七年正月），前后共计7年。
南唐元宗李璟于958年五月（显德五年）开始用后周显德年号纪年（958年五月—960年正月）。荆南貞懿王高保融用此年号至960年七月（954年—960年七月）。吳越忠懿王钱俶亦用此年号（954年—960年正月）。

## 改元
- 廣順四年——正月一日，改元顯德元年。[5][6][7]
- 顯德七年——正月五日，趙匡胤稱帝，國號大宋，建元建隆。[8][9]

## 纪年對照表
| 显德 | 元年  | 二年  | 三年  | 四年  | 五年  | 六年  | 七年  |
| ---- | ----- | ----- | ----- | ----- | ----- | ----- | ----- |
| 公元 | 954年 | 955年 | 956年 | 957年 | 958年 | 959年 | 960年 |
| 干支 | 甲寅  | 乙卯  | 丙辰  | 丁巳  | 戊午  | 己未  | 庚申  |

## 同期存在的其他政权年号
- 中國
  - 乾祐（948年－956年）：後漢—劉知遠、劉承祐，北漢—劉旻、劉鈞之年號
  - 天會（957年－973年）：北漢—劉鈞、劉繼恩、劉繼元之年號
  - 保大（943年－957年）：南唐—李璟之年號
  - 中興（958年）：南唐—李璟之年號
  - 交泰（958年）：南唐—李璟之年號
  - 乾和（943年－958年）：南漢—劉晟之年號
  - 大寶（958年－971年）：南漢—劉鋹之年號
  - 广政（938年－965年）：後蜀—孟昶之年號
  - 應曆（951年－969年）：遼—遼穆宗耶律璟之年號
  - 廣德（953年－967年）：大理—段思聰之年號
  - 同慶（912年－966年）：于闐—尉遲烏僧波之年號
- 日本
  - 天曆（947年－957年）：村上天皇之年号
  - 天德（957年－961年）：村上天皇之年号

## 深入閱讀
- 李崇智. . 北京: 中華書局. 2004年12月. ISBN 7101025129.
- 鄧洪波. . 臺北: 國立臺灣大學東亞經典與文化研究計劃. 2005年3月  [2022-01-03]. ISBN 9789860005189. （原始内容 (pdf)存档于2007-08-25）.

## 參看
- 中國年號索引

| 前一年號： 广顺 | 后周年号 954年－960年 | 下一年號： 北宋：建隆 |

| 前一年號： 交泰 | 南唐年号 958年－960年 | 下一年號： 建隆 |

| 前一年號： 广顺 | 吴越年号 954年－960年 | 下一年號： 建隆 |

| 前一年號： 廣順 | 荊南年號 954年－960年 | 下一年號： 建隆 |